# 钢琴协奏曲
在音乐中，钢琴协奏曲是一种为钢琴而作的协奏曲，由钢琴和管弦乐团共同演奏，呈现钢琴和乐团整体的互动，有时会出现由钢琴演奏的华彩段。著名的例子有莫扎特的钢琴协奏曲，贝多芬的第五号钢琴协奏曲（皇帝），肖邦的第一，第二号钢琴协奏曲，李斯特的第一，第二号钢琴协奏曲，柴可夫斯基的第一号钢琴协奏曲，拉赫玛尼诺夫的第二，第三号协奏曲。